# المجلس الوطني للإعاقة
المجلس الوطني للإعاقة هو وكالة اتحادية مستقلة تابعة لحكومة الولايات المتحدة ومقرها واشنطن العاصمة . تتكون عضوية المجلس من خمسة معينين من الرئاسة، وأربعة معينين من الكونغرس، ومدير تنفيذي يعينه رئيس المجلس، وموظفون محترفون بدوام كامل.

## التقارير والمنشورات
- السياسة الوطنية للإعاقة: تقرير مرحلي (نُشر: أكتوبر 2016)
- منتديات مجتمع الرعاية الطبية المدارة: التقرير النهائي (منشور: مارس 2016)
- رصد وإنفاذ قانون الرعاية بأسعار معقولة للأشخاص ذوي الإعاقة (نُشر في: 2 فبراير 2016)
- تطبيق قانون الرعاية بأسعار معقولة (ACA): خريطة طريق للأشخاص ذوي الإعاقة (نُشر: 19 يناير 2016)
- تأثير قانون الرعاية بأسعار معقولة على الأشخاص ذوي الإعاقة: تقرير حالة 2015 (نُشر: 26 يناير 2016)

## روابط خارجية
- الموقع الرسمي